# Get Wild (chanson de Nami Tamaki)
Singles de Nami Tamaki
Heroine
(2005) My Way / Sunrize
(2006)
Get Wild est le 9e single de Nami Tamaki sorti sous le label Sony Music Entertainment Japan le 2 novembre 2005 au Japon. Il atteint la 7e place du classement de l'Oricon, et reste classé pendant 11 semaines, pour un total de 47 474 exemplaires vendus.
Get Wild est une reprise du single homonyme de TM NETWORK. Castaway a été utilisé comme thème musical pour le jeu vidéo Super Robot Wars Judgement sur Game Boy Advance. Get Wild par Nami Tamaki se trouve sur sa compilation Graduation ~Singles~ et sur son album Speciality.

## Liste des titres
| 1. | Get Wild                                                                      | Komuro Mitsuko               | Komuro Tetsuya | 4:28 |
| 2. | Get Wild (DX Remix)                                                           | Komuro Mitsuko               | DX             | 6:52 |
| 3. | Shining Star ☆Wasurenai Kara☆ -Supernova Remix- (Shining Star ☆忘れないから☆) | Satomi, Shusui, Stefan Aberg | DJ DRAGON      | 5:14 |
| 4. | Castaway                                                                      |                              |                | 4:08 |